# Microgilia
Microgilia es un género con una especie, Microgilia minutiflora, de plantas con flores perteneciente a la familia Polemoniaceae. 